# حميد الدين بن أفضل الدين
حميد الدين بن أفضل الدين الحسين هو أحد فقهاء الدولة العثمانية عُرف بالورع والصبر قام بالتدريس بمدرسة السلطان مراد الثاني في بورصة، ولكن تم عزله في بداية سلطنة محمد الفاتح، فذهب بعدئذٍ إلى القسطنطينية، فبينما السلطان محمد الفاتح يتجول بين حاشيته إذ رأى الشيخ حميد الدين، فنزل الفاتح عن فرسه، وسأله: أأنتَ ابن أفضل الدين؟ فقال: نعم، فقال له السلطان: احضر إلى الديوان غدًا، فأعاده مرة أخرى إلى مدرسة السلطان مراد ثم أعطاه بعد ذلك إحدى المدارس الثمان في إسطنبول ثم استقضاه بعد ذلك، وفي عهد السلطان بايزيد الثاني صار مفتيًا، وكان حميد الدين معروفًا بشدة حفظه